# Ray Stevens
Ray Stevens, születési nevén Harold Ray Ragsdale (Clarkdale, Georgia, 1939. január 24. –) amerikai énekes, dalszerző és humorista. Két Grammy-díjat is elnyert: az elsőt 1971-ben az Everything is Beautiful, a másodikat 1975-ben Misty című daláért.

## Diszkográfia

### Stúdióalbumok
- 1,837 Seconds of Humor (1962)
- This Is Ray Stevens (1963)
- The Best of Ray Stevens (1967)
- Even Stevens (1968)
- Gitarzan (1969)
- Have a Little Talk with Yourself (1969)
- Everything Is Beautiful (1970)
- Ray Stevens... Unreal!!! (1970)
- Ray Stevens' Greatest Hits (1971)
- Turn Your Radio On (1972)
- Losin' Streak (1973)
- Nashville (1973)
- Boogity Boogity (1974)
- Misty (1975)
- The Very Best of Ray Stevens (1975)
- Just for the Record (1976)
- Feel the Music (1977)
- There Is Something on Your Mind (1977)
- Be Your Own Best Friend (1978)
- The Feeling's Not Right Again (1979)
- Shriner's Convention (1980)
- One More Last Chance (1981)
- Don't Laugh Now (1982)
- Greatest Hits (1983)
- Me (1983)
- He Thinks He's Ray Stevens (1984)
- I Have Returned (1985)
- Surely You Just (1986)
- Greatest Hits, Vol. 1 (1987)
- Get the Best of Ray Stevens (1987)
- Crackin' Up! (1987)
- Greatest Hits, Vol. 2 (1987)
- I Never Made a Record I Didn't Like (1988)
- Beside Myself (1989)
- His All-Time Greatest Comic Hits (1990)
- #1 With a Bullet (1991)
- Ahab the Arab (1992)
- Classic Ray Stevens (1993)
- 20 Comedy Hits (1995)
- Hum It (1997)
- Ray Stevens Christmas: Through a Different Window (1997)
- Osama-Yo' Mama, The Album (2002)
- Box Set (2005)
- We the People (2010)

## Külső hivatkozások
- Hivatalos oldal
- Ray Stevens az Internet Movie Database-ben (angolul)
- Ray Stevens a Rotten Tomatoeson (angolul)